# Sherman (Illinois)
Pour les articles homonymes, voir Sherman.
Le village de Sherman est situé dans le comté de Sangamon, dans l’État de l’Illinois, aux États-Unis. Sa population s’élevait à 4 148 habitants lors du recensement de 2010, estimée à 4 685 habitants en 2016.